# 行賀

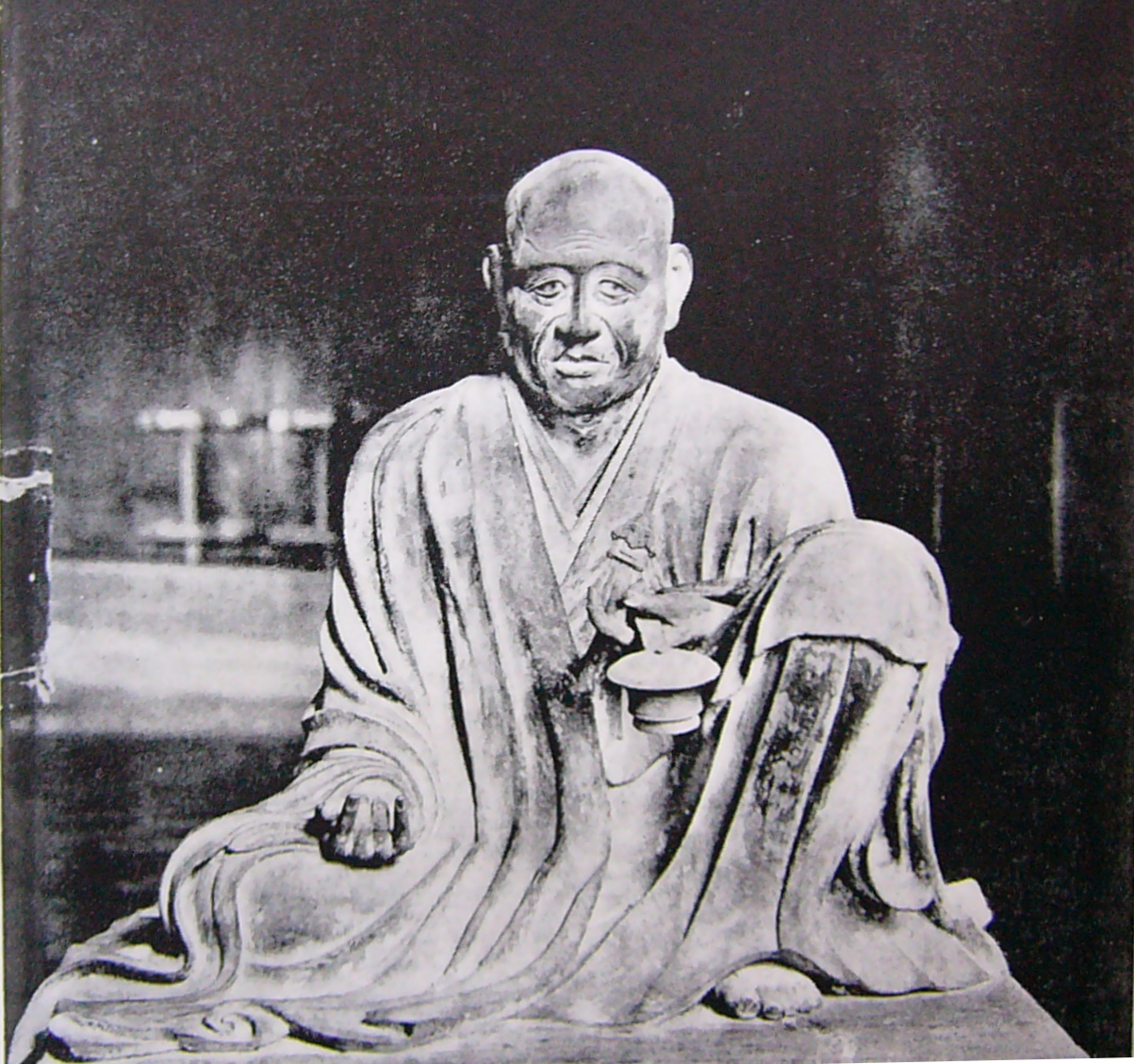
伝行賀像 (興福寺)

行賀（ぎょうが、天平元年（729年）- 延暦22年2月8日（803年3月4日））は、奈良時代の僧。俗姓は上毛野公（かみつけののおおきみ）。大和国広瀬郡の出身。

## 経歴
25歳で留学僧（るがくそう）となって唐に渡り31年間唐にとどまり、唯識・法華の両教学を学んだ。在唐中、百高座の第2に選ばれ、「法華経疏」「唯識僉議（ゆいしきせんぎ）」など40巻余りを筆削し、500巻余りの聖教要文を書写して日本に持ち帰った。朝廷はこの功を賞して門弟30人が付された。日本に戻り、東大寺の明一（みょういつ）に宗義を難問され、行賀はそれに返答できなかった。このため明一に痛罵されたが、返答できなかったのは行賀が唐に長期間とどまっていたことから日本語を忘れてしまったからだといわれている。また、この出来事は行賀の弁論術の問題で、彼の能力や留学の成果と直接関連するものではないとの評価もある。その後行賀はこれを恥じて学問に励んだ。延暦3年（784年）に少僧都、延暦15年（796年）には大僧都に任じられた。
「類聚国史」では死亡記事の項目で以上のようなことが簡潔に紹介されている。
行賀を題材した文学作品に、井上靖の短編小説「僧行賀の涙」がある。